# Inalador dosimetrado

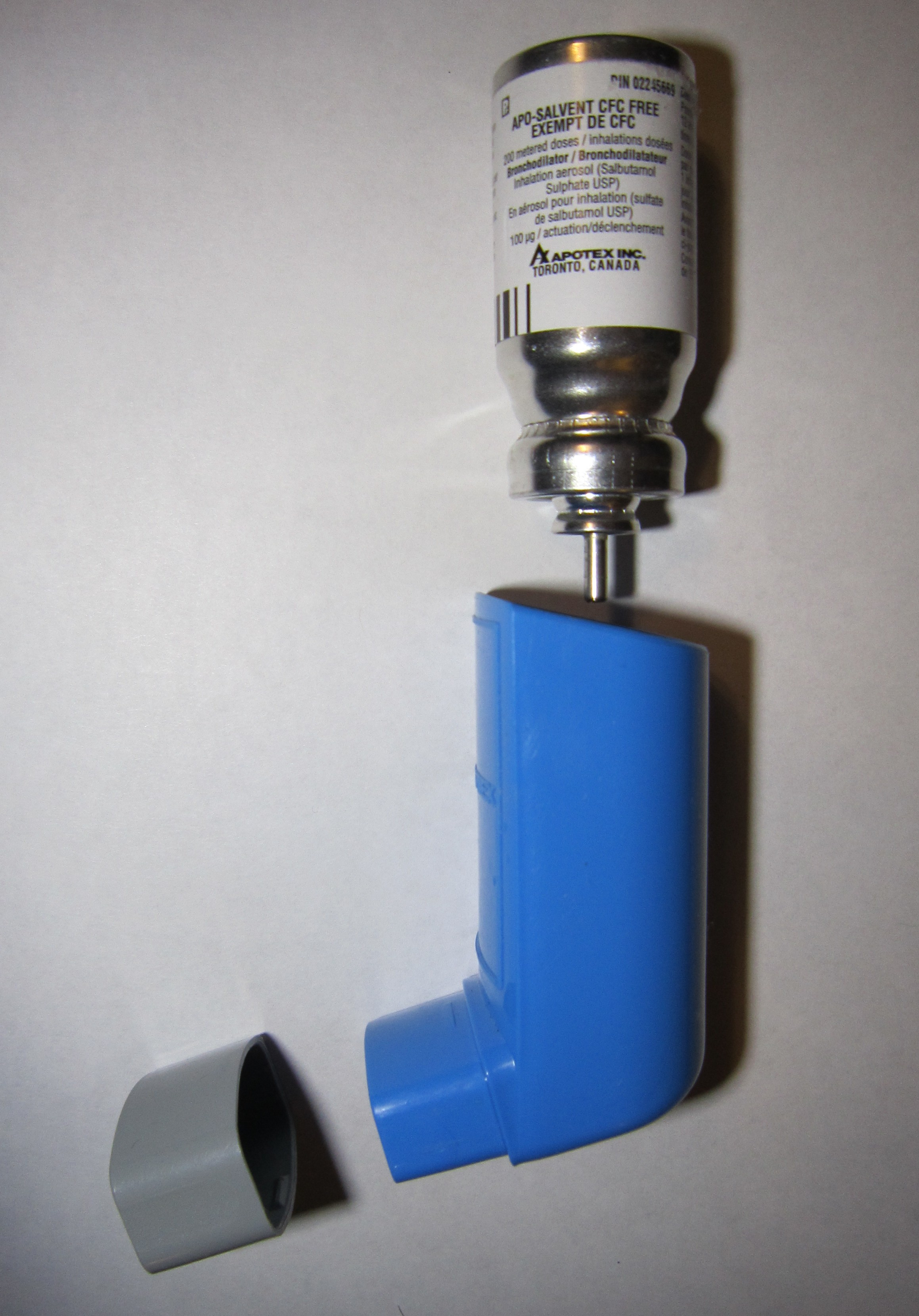
Inalador dosimetrado de salbutamol para o alívio rápido de um ataque de asma.

Um inalador dosimetrado, inalador pressurizado dosimetrado, inalador pressurizado de dose calibrada  ou MDI (do inglês metered-dose inhaler) é um dispositivo médico que administra uma quantidade específica de medicamento aos pulmões sob a forma de uma pequena vaporização em aerossol, a qual é inalada e geralmente auto-administrada pelo paciente. É o método de administração mais comum no tratamento de asma, doença pulmonar obstrutiva crónica e outras doenças do foro respiratório. O tipo de medicamentos mais comuns são broncodilatadores, corticosteroides ou uma combinação de ambos. 